# Anthaxia elberti
Anthaxia elberti es una especie de escarabajo del género Anthaxia, familia Buprestidae. Fue descrita científicamente por Brandl en 1993.